# Михневич, Иосиф Григорьевич
Иосиф Григорьевич Михневич (1809—1885) — российский педагог и религиозный философ.

## Биография
Родился в апреле 1809 года в селе Локачи Владимир-Волынского уезда Волынской губернии, в семье священника. Обучался в Волынской духовной семинарии (1829) и Киевской духовной академии, окончил которую магистром в 1833 году; бакалавр кафедры истории философии академии, а с 1836 года — экстраординарный профессор, вместо ушедшего в Киевский университет Новицкого.
С 1839 года он был профессором философии в Ришельевском лицее — на кафедре философии, после ликвидации которой в 1850 году был инспектором лицея до 1859 года. С 1849 года его лекции на камеральном отделении лицея слушал Николай Фёдоров.
Впоследствии был помощником попечителя Киевского (1859—1867) и Варшавского (1867—1877) учебных округов.
С 28 декабря 1860 года — действительный статский советник; награждён орденами: Св. Анны 2-й ст. (1853), Св. Владимира 3-й ст. (1862), Св. Станислава 1-й ст. (1865), Св. Анны 1-й ст. (1868). Тайный советник в 1872 году.
Умер в 1885 году. Похоронен на 1-м Христианском кладбище Одессы.
С начала 1840-х годов в течение 20 лет И. Г. Михневич издавал «Новороссийский календарь», где часто печатались статьи исторического содержания. В 1843 году он был принят в действительные члены Одесского общества истории и древностей.
В 1850 году выступил с фундаментальной философской работой «Опыт постепенного изложения системы Шеллинга, рассматриваемый в связи с системами других германских философов». И. Г. Михневич — автор трудов по теории философского знания и логики. Его интересовали вопросы соотношения ума и чувств, рационального и нравственного, умозрительного и истинной мудрости. Он считал основой знания духовное начало; на его взгляд, в мире православной религии философия приобретает «возвышенное» направление, её умственное зрение расширяется, и она обнимает всю целость бытия, сосредоточенную в её верховном начале:
Наша философия так сроднилась с религией, что привыкла и мыслить в её духе, выражаться её языком, находя своих представителей в кругу лиц, изучающих истины ума наравне с догматами Откровения. «Семена ложных мудрований», если и были заносимы к нам, то никогда не могли привиться к нашей благодатной почве, которая так проникнута духом Евангельского учения, что не может принимать в себя ничего такого, что несогласно с началами нравственности и религии, на которых незыблемо держится благоденствие России. Не было, нет и — скажем более к чести русского народа — никогда не будет у нас того суетного мудрования, которое в буйном стремлении к всезнанию ниспровергает все священное и заветное; но была, есть и будет та истинная мудрость, которая, не выходя из границ ума, всегда готова преклониться пред верой там, где самой природою положен предел умственным изысканиям.
Выделяя два основных закона философии — «закон природы» (умственная деятельность) и «закон Божий» (основы религиозного учения), он продолжал традиции украинской религиозной философии XVIII — начала XIX веков.

## Публикации
- «Опыт постепенного развития главных действий мышления как руководство для первоначального преподавания логики» (Одесса, 1848; 2-е изд. под названием «Руководство к начальному изучению логики». — Одесса, 1874)
- «Биография герцога де Ришельё» (1849)
- «Исторический обзор сорокалетия Ришельевского лицея, с 1817 по 1857 г.» (Одесса, 1857)
- «О еврейских манускриптах, хранящихся в музеуме Одесского общества истории и древностей» // «Записки Одесского Общества Истории и Древностей». — 1848 год, том II, отд. 1.